# Peterson Zah
Peterson Zah (Low Mountain, Arizona, 2 de desembre de 1937 - 7 de març 2023)  fou el primer president de la Nació Navajo i el darrer cap de la Nació Navajo. Des de 1995 ha estat treballant a la Universitat Estatal d'Arizona com a assessor especial en Afers Amerindis. També ha treballat com a assessor d'empreses que intenten fer negocis en territori indi.
Peterson Zah va néixer el 2 de desembre de 1937 a Low Mountain (Arizona), fill de Henry i Mae Multine Zah, família tradicional que a penes sabia anglès. Va estudiar a la Phoenix Indian School i a la Universitat Estatal d'Arizona, on es graduà en educació el 1963.
Després dels estudis Zah passà un any treballant a Phoenix a l'Arizona Vocational Education Department, ensenyant fusteria a estudiants adults que busquen habilitats vocacionals. De 1965 a 1967 va participar en Voluntaris al Servei d'Amèrica (VISTA), treballant a la Universitat Estatal d'Arizona com a coordinador de camp d'un centre de formació.
Fou portaveu del Consell navajo el 1983-1987. El 1990 fou escollit primer president de la Nació Navajo, i ocupà el càrrec fins al 1995. Des d'aleshores ha estat assessor presidencial en afers indis en la Universitat d'Arizona.
El 1967 Zah esdevingué director executiu del servei legal popular Diné be'iiná Náhiilnaah bee Agha'diit'aahii (DNA), una organització sense ànim de lucre. Va mantenir el càrrec fins a 1981. Sota el seu lideratge nombrosos casos de l'organització legal sobre sobirania ameríndia van arribar a la Cort Suprema dels Estats Units.
El 1972 Zah guanyà l'elecció al Districte Escolar Unificat Window Rock; l'any següent es va convertir en president de la junta. El 1983 es va convertir en president del Consell Tribal Navajol a Window Rock, seu del cos de govern de la reserva índia Navajo. Va ocupar el càrrec fins al 1987, quan es va dedicar a fundar finançament per a la Navajo Education and Scholarship Foundation. El 1989 i 1990 he dirigí l'oficina regional de Save the Children, i el 1990 fou elegit president de la nova Nació Navajo, el primer elegit per a aquest càrrec. Fou nomenat president el dimarts 15 de gener de 1991.
Entre els èxits que se li acrediten en la seva etapa com a president navajo està el treball productiu amb el líder tribal d'ètnia hopi Ivan Sidney per a resoldre els problemes relacionats amb la disputa de terres entre les dues tribus. Durant el seu mandat va establir el Fons Fiduciari Permanent Nació Navajo, utilitzant desenes de milions de dòlars guanyats en un judici contra la Peabody Coal Company. El NNPTF ha crescut més de mil miions de dòlars.
El 1995 Peterson Zah va convertir en assessor especial del president en Afers Indígenes Americans de la Universitat Estatal d'Arizona.
Zah ha rebut gradacions honoràries del Colorado College i del College of Santa Fe.